# Johann Hartmann von Roggenbach

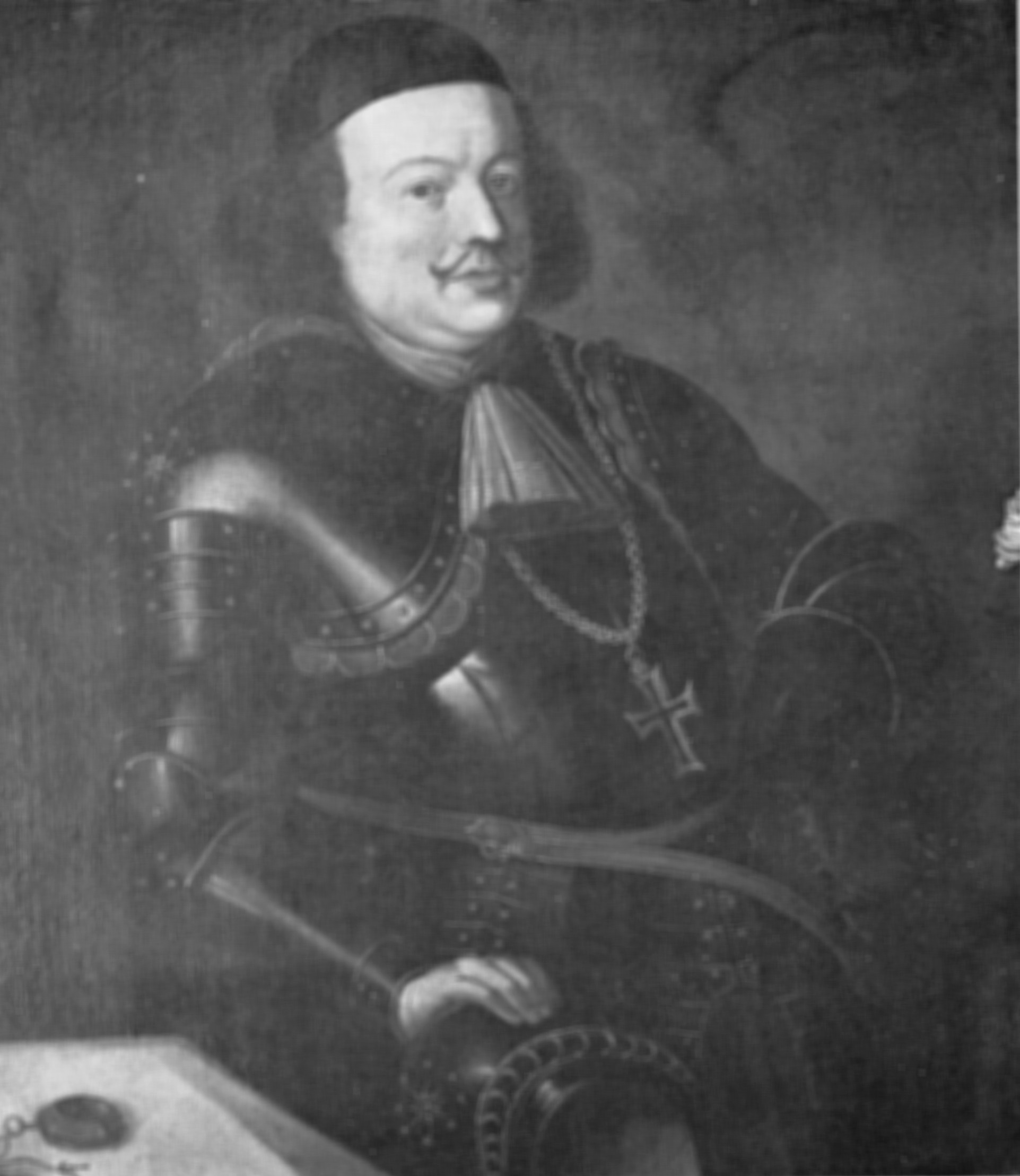
Johann Hartmann von Roggenbach um 1672

Johann Hartmann von Roggenbach (* 11. April 1620; † 16. Oktober 1683 auf Schloss Altshausen) war von 1667 bis 1683 Landkomtur der Deutschordensballei Schwaben-Elsass-Burgund.

## Leben
Bereits 1634 war Hartmann in Diensten des kaiserlichen Heeres im Einsatz gegen die Schweden bei der Verteidigung des Kapuzinerklosters in Freiburg. Eine erste Bewerbung zur Aufnahme in den Orden schlug 1642 fehl, da zu dieser Zeit in der Ballei keine Ritter aufgenommen wurden. 1649 wurde er dann bereits als Hauskomtur von Freiburg benannt und 10 Jahre später erscheint er als wirklicher Komtur der Deutschordenskommende Freiburg, übernahm jedoch auch Inspektionsaufgaben bei der Kommende auf der Mainau. 1660–1666 war er Komtur der Deutschordenskommende Beuggen und 1666–1676 Komtur der Deutschordenskommende Mainau. Praktisch gleichzeitig wurde er Landkomtur der Deutschordensballei Schwaben-Elsass-Burgund. Über seine Reise 1667 nach Mergentheim, wo er seine Bestätigung durch den Hoch- und Deutschmeister einholte, ist ein Bericht erhalten, der auch die Auslagen für die Reise, sowie Zahlungen an die Amtsträger des Ordens aufführt – es war recht teuer sich in das Amt des Landkomturs einzukaufen. 1677 trat Hartmann die Kommende Mainau fast völlig an Johann Georg Rinck von Baldenstein ab.

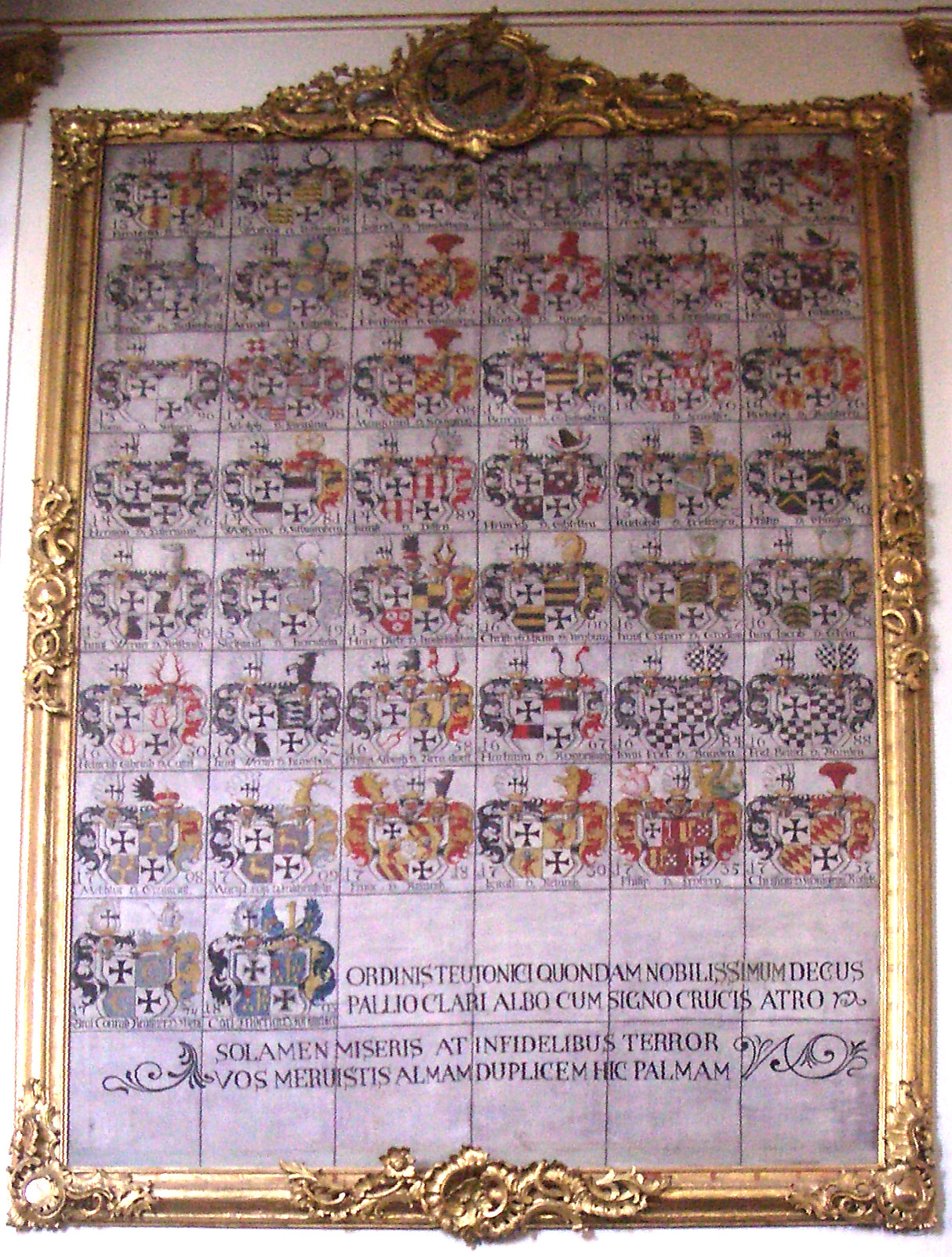
Wappentafel der Landkomture in der Schlosskirche Altshausen – Wappen des Hartmann von Roggenbach in der sechsten Reihe, vierte Kolonne

Als Landkomtur residierte Hartmann im Schloss Altshausen. Er hatte einen Sitz im Schwäbischen Reichsgrafenkollegium (und damit eine Kuriatsstimme im Reichstag) und den ersten Platz auf der Grafenbank des Schwäbischen Kreistages.

## Herkunft
Hartmann entstammt dem alten Ministerialen Geschlecht der von Roggenbach und wurde als Sohn des Hans Hartmann von Roggenbach und der Maria Susanna von Zu Rhein geboren und hatte 14 Geschwister. Einer seiner Brüder war Johann Konrad I. von Roggenbach, Fürstbischof von Basel.